# Carson Meyer
Carson Meyer, född 18 augusti 1997, är en amerikansk professionell ishockeyforward som är kontrakterad till Columbus Blue Jackets i National Hockey League (NHL) och spelar för Cleveland Monsters i American Hockey League (AHL). Han har tidigare spelat för Miami Redhawks och Ohio State Buckeyes i National Collegiate Athletic Association (NCAA) och Tri-City Storm i United States Hockey League (USHL).
Meyer draftades av Columbus Blue Jackets i sjätte rundan i 2017 års draft som 179:e spelare totalt.

## Statistik
| 2011–2012   | Ohio Blue Jackets U14 | T1EHL       | 24  | 5  | 22 | 27 | 0   | —  | — | — | —  | — |
| 2012–2013   | Ohio Blue Jackets U16 | T1EHL       | 40  | 10 | 10 | 20 | 4   | —  | — | — | —  | — |
| 2013–2014   | Ohio Blue Jackets U16 | T1EHL       | 36  | 14 | 19 | 33 | 18  | —  | — | — | —  | — |
| 2014–2015   | Ohio Blue Jackets U18 | T1EHL       | 32  | 21 | 30 | 51 | 43  | 4  | 2 | 7 | 9  | 0 |
|             | Tri-City Storm        | USHL        | 2   | 0  | 1  | 1  | 0   | —  | — | — | —  | — |
| 2015–2016   | Tri-City Storm        | USHL        | 56  | 32 | 19 | 51 | 47  | 11 | 5 | 6 | 11 | 4 |
| 2016–2017   | Miami Redhawks        | NCAA        | 32  | 10 | 16 | 26 | 14  | —  | — | — | —  | — |
| 2017–2018   | Miami Redhawks        | NCAA        | 36  | 6  | 4  | 10 | 48  | —  | — | — | —  | — |
| 2018–2019   | Ohio State Buckeyes   | NCAA        | 36  | 9  | 13 | 22 | 26  | —  | — | — | —  | — |
| 2019–2020   | Ohio State Buckeyes   | NCAA        | 35  | 17 | 14 | 31 | 26  | —  | — | — | —  | — |
| 2020–2021   | Cleveland Monsters    | AHL         | 26  | 9  | 11 | 20 | 13  | —  | — | — | —  | — |
| 2021–2022   | Columbus Blue Jackets | NHL         | 1   | 0  | 0  | 0  | 2   | —  | — | — | —  | — |
|             | Cleveland Monsters    | AHL         | 57  | 16 | 11 | 27 | 63  | —  | — | — | —  | — |
| NHL totalt  | NHL totalt            | NHL totalt  | 1   | 0  | 0  | 0  | 2   | —  | — | — | —  | — |
| AHL totalt  | AHL totalt            | AHL totalt  | 83  | 25 | 22 | 47 | 76  | —  | — | — | —  | — |
| NCAA totalt | NCAA totalt           | NCAA totalt | 137 | 42 | 47 | 89 | 114 | —  | — | — | —  | — |
| USHL totalt | USHL totalt           | USHL totalt | 58  | 32 | 20 | 52 | 47  | 11 | 5 | 6 | 11 | 4 |